# グレイハウンド (映画)
『グレイハウンド』（原題 Greyhound）は、2020年公開のアメリカ合衆国の戦争映画。
第二次世界大戦中の大西洋におけるアメリカ海軍の護送船団とドイツ海軍潜水艦Uボートの戦闘を描いたC・S・フォレスターの小説「駆逐艦キーリング」（The Good Shepherd 、1955年）の映画化。トム・ハンクス脚本・主演。
当初はソニー・ピクチャーズの配給で、2020年の目玉作品として6月19日に全米公開される予定だったが、新型コロナウイルス感染拡大の影響により公開は延期となり、その後ソニー・ピクチャーズは配給権を放棄、米配信サービスの各大手間で密かに争奪戦が繰り広げられた結果、Apple TV+が推定7000万ドル（約75億円）の高値で競落した。2020年7月10日より配信されることが決まった。

## あらすじ
時代は大西洋の戦いの最中、37隻で構成される護送船団HX-25がリヴァプールへ向かっていた。アメリカ海軍のアーネスト・クラウス中佐が艦長を務めるフレッチャー級駆逐艦USSキーリングは、イギリスのトライバル級駆逐艦HMSジェームズ／コールサイン「ハリー」、ポーランドのグロム級駆逐艦ORPヴィクター／コールサイン「イーグル」、そしてカナダのフラワー級コルベットHMCSドッジ／コールサイン「ディッキー」とともに護衛戦隊コールサイン「グレイハウンド」を組み、船団の護衛に当たる。
クラウスは他の護衛艦の指揮も取り仕切るが、彼にとって今回の任務が初の実戦での指揮となる。
船団は「ブラックピット」と呼ばれる、大西洋中部の 上空援護の範囲外となる空白地帯に入り、船団旗艦から短波方向探知機（HUFFDUFF）がUボートの通信を傍受したとグレイハウンドに報告がくる。直後乗組員が、船団に向かっていく潜水艦を確認する。グレイハウンドはUボート迎撃のため、船団から離れUボートを射程に入れようとするが、大波でUボートの位置確認に手間取り、その間にUボートが潜航し、見失ってしまう。再びソナーでUボートを発見したとき、それがグレイハウンドの下をすり抜けようとしているの確認したクラウスは、Uボートの上にグレイハウンドを移動、爆雷を投下させ最初のUボート撃沈に成功する。その後も幾度となく襲撃を続けるドイツのUボート、クラウス中佐が率いるグレイハウンドは船団は空白の海域を乗り越え、大西洋を渡りきることが出来るのか。

## キャスト
※括弧内は日本語吹替
- アーネスト・クラウス：トム・ハンクス（江原正士）
- チャーリー・コール：スティーヴン・グレアム（花輪英司）
- ジョージ・クリーヴランド：ロブ・モーガン（喜山茂雄）
- イヴリン：エリザベス・シュー（佐々木優子）
- ロペス：マヌエル・ガルシア＝ルルフォ（川原元幸）
- エプスティン：カール・グルスマン（逢笠恵祐）
- ワトソン：トム・ブリトニー（英語版）（唐戸俊太郎）
- ウォレス：デヴィン・ドルイド
- ナイストロム：マット・ヘルム（須田祐介）
- トーカー1：ジョシュ・ウィギンズ（英語版）（関口雄吾）
- 通信兵1：グレイソン・ラッセル（英語版）（鵜澤正太郎）
- トーカー3：ウィル・プレン（白石兼斗）
- フィプラー：ジェイク・ヴェンティミリア（丹羽正人）
- イーグル（無線）：マクシミリアン・オシンスキー（丸山智行）
- グレイウルフ（Uボート無線）：トーマス・クレッチマン（宮崎敦吉）

## スタッフ
- 監督 - アーロン・シュナイダー（英語版）
- 脚本 - トム・ハンクス
- 製作 - ゲイリー・ゴーツマン
- 撮影監督 - シェリー・ジョンソン,ASC
- プロダクションデザイナー - デヴィッド・クランク（英語版）
- 編集 - マーク・チゼウスキー、シドニー・ウォリンスキー, A.C.E.
- 衣裳デザイン - ジュリー・ウェイス
- 音楽 - ブレイク・ニーリー（英語版）
- キャスティングディレクター - フランシーン・マイスラー

日本語版スタッフ
- 字幕翻訳 - 伊藤美和子
- 吹替演出 - 打越領一
- 吹替翻訳 - 瀬尾友子
- 吹替調整 - 北浦祥子
- 吹替録音 - 内山美樹
- 吹替制作 - ACクリエイト

## 製作
2016年9月、トム・ハンクスが第二次世界大戦の海軍駆逐艦が題材の映画脚本を執筆中と発表され、主演もハンクスが務めることが明らかになった。2017年2月、アーロン・シュナイダーが監督に決まり、配給権はソニー・ピクチャーズが取得した。
プリプロダクション撮影は、2018年1月にカナダ海軍のフリゲート モントリオールの艦上で行われた。 2018年3月、スティーヴン・グレアム、エリザベス・シュー、ロブ・モーガン、カール・グルスマン、マヌエル・ガルシア＝ルルフォがキャスティングされ、ルイジアナ州バトンルージュにおいて、アメリカ海軍のキッド艦上で撮影が開始された。

## 公開
当初は2020年3月22日にソニー・ピクチャーズがコロンビア ピクチャーズレーベルでアメリカで劇場公開する予定だったが、前述の通り新型コロナウイルス感染拡大のため5月8日へ延期となり、さらに6月12日に再延期された。
2020年5月、Apple TV+が同作の配給権をソニー・ピクチャーズから取得したことが発表され 、7月10日にデジタル配信された。AppleはApple TV+史上最大の週末視聴者数を記録したと発表し、Deadline.comはこの数字を「夏の劇場公開作品での興行大ヒットに相当する」と評した。

## 評価
Rotten Tomatoesでは200件のレビューがあり、79％の支持率、平均点は10点満点中6.49点となっている。サイトの批評家の意見の要約は「人物描写はアクションシーンほど十分ではないが、このテンポの速い第二次世界大戦スリラーは、効率よく経済的なアプローチをし、利益を出している。」となっている。Metacriticでは37人の批評家に基づき、加重平均値は100点満点中64点となり、「概ね好意的なレビュー」となっている。
オーウェン・グレイバーマンは『バラエティ』誌のレビューで、この映画は「ドラマというよりも、緊張感のあるしっかりした兵站日記である。」とし、「アクションの多くは駆逐艦の司令室の外で展開されているが、潜水艦スリラーのような緊張感があり、窮屈な箱の中に閉じ込められたような感覚だ。」と評している。シカゴ・トリビューン紙のマイケル・フィリップスは4つ星中3つを与え、「イヌ科のように、範囲を狭めてトリミングされているため、画面上にタイムスタンプや艦船名の表示が連発されるが、効率的に話を運んでいる。」としている。
IndieWireのデヴィッド・エーリックは本作に「C-」をつけ、「日曜の午後の昼寝よりも短く、刺激的に簡潔化されたおとうさん映画は、2,000トンの鉄製棺桶に埋葬され大西洋を漂流した人間の陰影を探求するようにスクリーンを横切る。フォレスターの原作におけるクラウスの、拷問を受けたヒーローという点をほんの少しだけ仄めかしているが...全体としては航海に夢中になりすぎていて、指揮を執る彼の人物像を有意義な方法で表現できていない。」と記している。